# Mburucuyá (departement)
Mburucuyá is een departement in de Argentijnse provincie Corrientes. Het departement (Spaans:  departamento) heeft een oppervlakte van 961 km² en telt 9.012 inwoners.

## Plaats in departement Mburucuyá
- Mburucuyá